# Antennaria rosea
Pied de chat rosé, Antennaire rosée
Espèce
Classification phylogénétique
Le Pied de chat rosé (Antennaria rosea), également nommé d'après la traduction littérale de son nom scientifique Antennaire rosée, est une plante herbacée du genre Antennaria et de la famille des Asteraceae. Cette vivace à multiplication végétative est propre aux pelouses rases du néarctique.

## Description

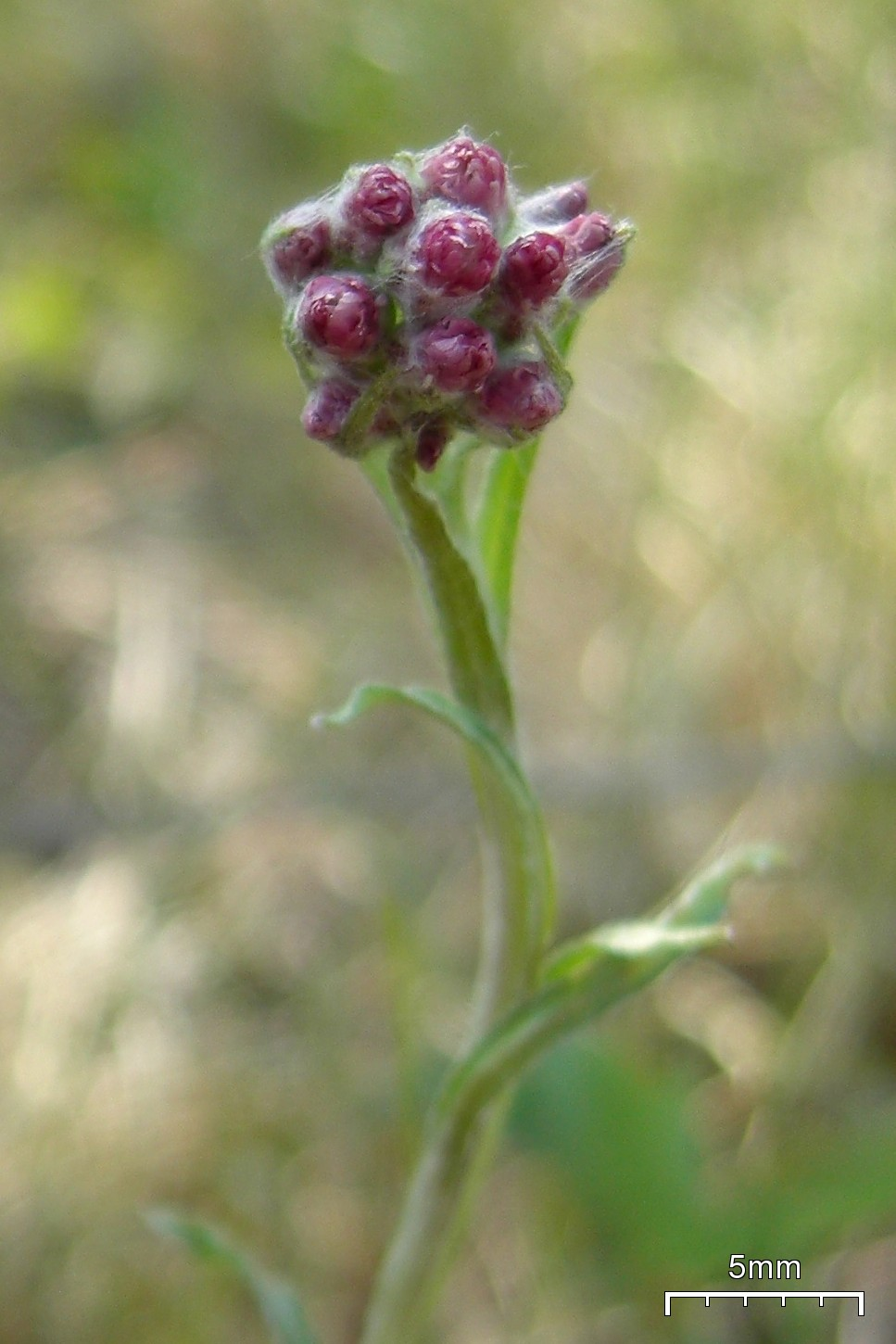
Pied de chat rosé (Parc provincial Wells Gray, Colombie Britannique, Canada)

Antennaria rosea est une Astéracée vivace et fortement stolonifère, mesurant de 10 à 40 centimètres. Elle forme des rosettes de feuilles laineuses grisâtres de 1 à 4 cm de long. L'inflorescence contient plusieurs capitules disposés en grappe. Chacun de ses capitules est bordée de larges bractées pointues souvent de couleur rose à rouge, mais aussi blanches, jaunâtres ou brunâtres. Le fruit est un akène composé d'une graine de moins de 2mm de long et un pappus de 6 à 7mm de long. 

### Sous-espèces
- Antennaria rosea subsp. rosea : la sous-espèce-type aux feuilles basales mesurant de 20 à 40mm de long, fleurs vertes, roses, rouges ou blanches[2].
- Antennaria rosea subsp. arida (E.E.Nelson) R.J.Bayer : aux feuilles basales mesurant de 8 à 20mm de long, involucre  de 4 à 6.5 mm, fleurs marron, grises ou jaunes[2].
- Antennaria rosea subsp. confinis (Greene) R.J.Bayer : aux feuilles basales mesurant de 8 à 20mm de long, involucre de 6.5 à 10 mm, plants de 19 à 30 cm de haut ; feuilles caulinaires de 9 à 26 mm, fleurs marron, roses, rouges, vertes ou blanches[2].
- Antennaria rosea subsp. pulvinata (Greene) R.J.Bayer : aux feuilles basales mesurant de 8 à 20mm de long, involucre de 6.5 à 10 mm, plants de  4 à 17 cm de haut ; feuilles caulinaires de 6 à 19 mm, fleurs marron, roses, rouges, vertes ou blanches[2].

## Biologie

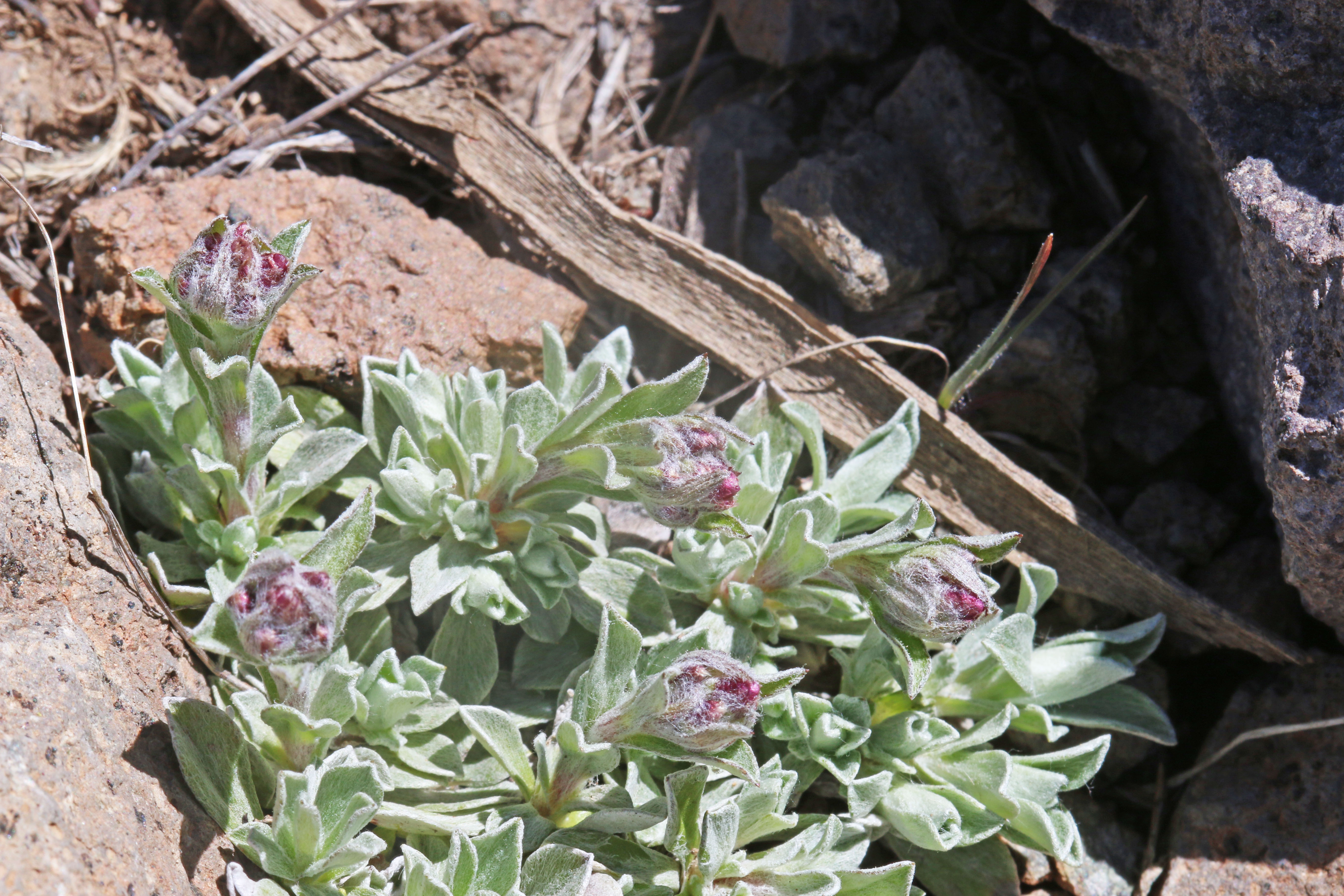
Antennaria rosea ssp. pulvinata (Comté d'Iron (Utah), USA)

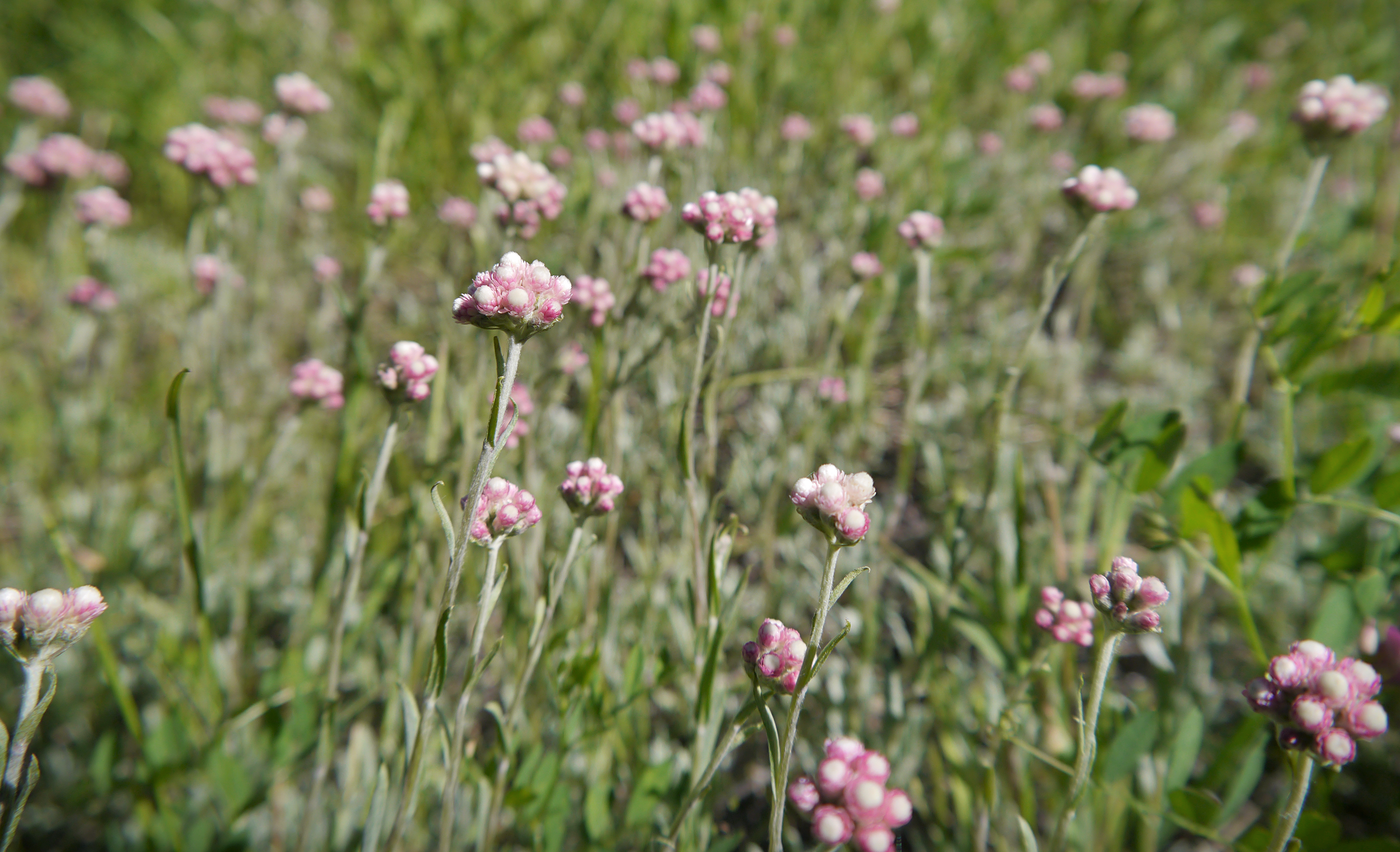
Antennaria rosea (Comté de Chelan, Washington (État), USA)

Antennaria rosea est dioïque. Cependant, cette espèce est polyploïde et présente une apomixie ; la plupart des plants sont femelles, les capitules contenant uniquement des pistils. Néanmoins, les graines produites sont souvent fertiles, mais l'espèce se reproduit tout de même principalement de manière végétative, par l'intermédiare de ses stolons. Par conséquent, les nombreuses taches de rosettes ne sont constituées que de clones Les populations arctiques ont tendance à avoir une reproduction moins clonale que celles situées plus au sud.
La diversité morphologique et génétique d'Antennaria rosea proviendrait de sa fécondation (et donc de son hybridation) avec d'autres espèces d'Antennaria proches. L'ensemble de ces espèces forme un complexe d'espèces et sont principalement constituées d'A. aromatica, A. corymbosa, A. pulchella, A. microphylla, A. racemosa, et A. umbrinella, auxquelles il est possible d'ajouter A. marginata, A. suffrutescens, et A. rosulata. L'espèce endémique de Patagonie, Antennaria chilensis, morphologiquement proche, pourrait être un isolat néotropical issu de ce groupe.

## Écologie et répartition
Antennaria rosea est une plante aux nombreux habitats, se developpant au sein des climats secs comme des climats humides et des basses altitudes comme des très hautes altitudes. 
Le Pied de chat rosé est présent dans une grande partie du Canada, y compris dans les trois territoires arctiques, ainsi qu'au Groenland, dans l'ouest et le centre-nord des États-Unis et dans l'État mexicain de Basse-Californie,.

## Synonymie
- Antennaria acuminata Greene
- Antennaria alborosea A.E. Porsild ex Porsild
- Antennaria chlorantha Greene
- Antennaria dioica var. rosea (Greene) D.C.Eaton
- Antennaria formosa Greene
- Antennaria hendersonii Piper
- Antennaria imbricata E.E.Nelson
- Antennaria lanulosa Greene
- Antennaria neodioica var. chlorantha (Greene) B.Boivin
- Antennaria oxyphylla Greene
- Antennaria rosea subsp. divaricata E.E.Nelson
- Antennaria rosea f. rosea
- Antennaria rosea subsp. rosea
- Antennaria rosea var. rosea
- Antennaria speciosa E.Nelson